# Лі Гарві Освальд
Лі Гарві Освальд (англ. Lee Harvey Oswald; нар. 18 жовтня 1939, Новий Орлеан — пом. 24 листопада 1963, Даллас) — звинувачуваний у вбивстві президента США Джона Кеннеді.

## Радянський період
До Радянського Союзу Лі Гарві Освальд прибув у 1959-му за туристичною візою. Американцю дуже сподобалася країна "недобудованого комунізму" — і в жовтні він попросив політичного притулку. Бажання залишитися в СРСР він пояснив "пролетарським походженням і класовими труднощами життя в капіталістичному суспільстві".
У Москві «перебіжчика» не залишили — у КДБ виникли деякі сумніви, пов'язані з його службою в армії США, де той обслуговував літаки-розвідники. Отож Освальда відправили до Мінська та поселили в центрі, на площі Перемоги. Роботу американський "пролетарій" отримав на радіозаводі. Там із Освальдом і познайомився майбутній голова Верховної Ради незалежної Білорусі, учасник Біловезької наради-1991, яка поклала край Радянському Союзу, — Станіслав Шушкевич. У 1962 році Освальд передумав жити в Радянському Союзі і повернувся до США із дружиною Мариною. Він пояснював це тим, що «Я передумав лишатися в СРСР. Робота тут нудна, а гроші, які я отримую, ніде витрачати». Марина після вбивства Кенеді хотіла повернутися на "батьківщину", але передумала, згодом вдруге одружилася в США.

## Убивство президента Кеннеді
22 листопада 1963 року о 12:30 у центрі Далласа (штат Техас) Лі Гарві Освальд зробив три постріли з шостого поверху складу підручників, улучивши в президента США Джона Кеннеді та губернатора Техасу Джон Конналлі, який його супроводжував, що проїжджали містом у відкритому автомобілі. Через півгодини лікарі констатували смерть 35-го президента США. Йому було 46 років. Віце-президент Ліндон Джонсон, який перебував у президентському ескорті на три машини позаду автомобіля Кеннеді, о 14:39 на авіабазі в Далласі приніс присягу як 36-й президент США.

## Загибель Освальда
24 листопада 1963 року о 12:20 у підвалі Даласького поліцейського управління Джек Рубі, власник місцевого нічного клубу, застрелив 24-річного Лі Гарві Освальда, людину, що підозрювалась у вбивстві президента США Джона Кеннеді, вчиненому два дні перед тим. Свідками цього злочину стали не тільки поліцейські, що вели Освальда до машини для перевезення в безпечніше місце, але й мільйони телеглядачів. Джек Рубі (справжнє ім'я — Якоб Рубінштейн) був схоплений на місці й заявив, що вбив Освальда в знак помсти за вбивство Кеннеді. 1964 року конгресова комісія Воррена дійшла висновку, що ні Освальд, ні Рубі не брали участі в змові, пов'язаній з убивством Кеннеді, а діяли самостійно й за власною ініціативою. Джек Рубі помер 1967 року від раку легенів, так і не дочекавшись остаточного судового вирішення своєї долі.

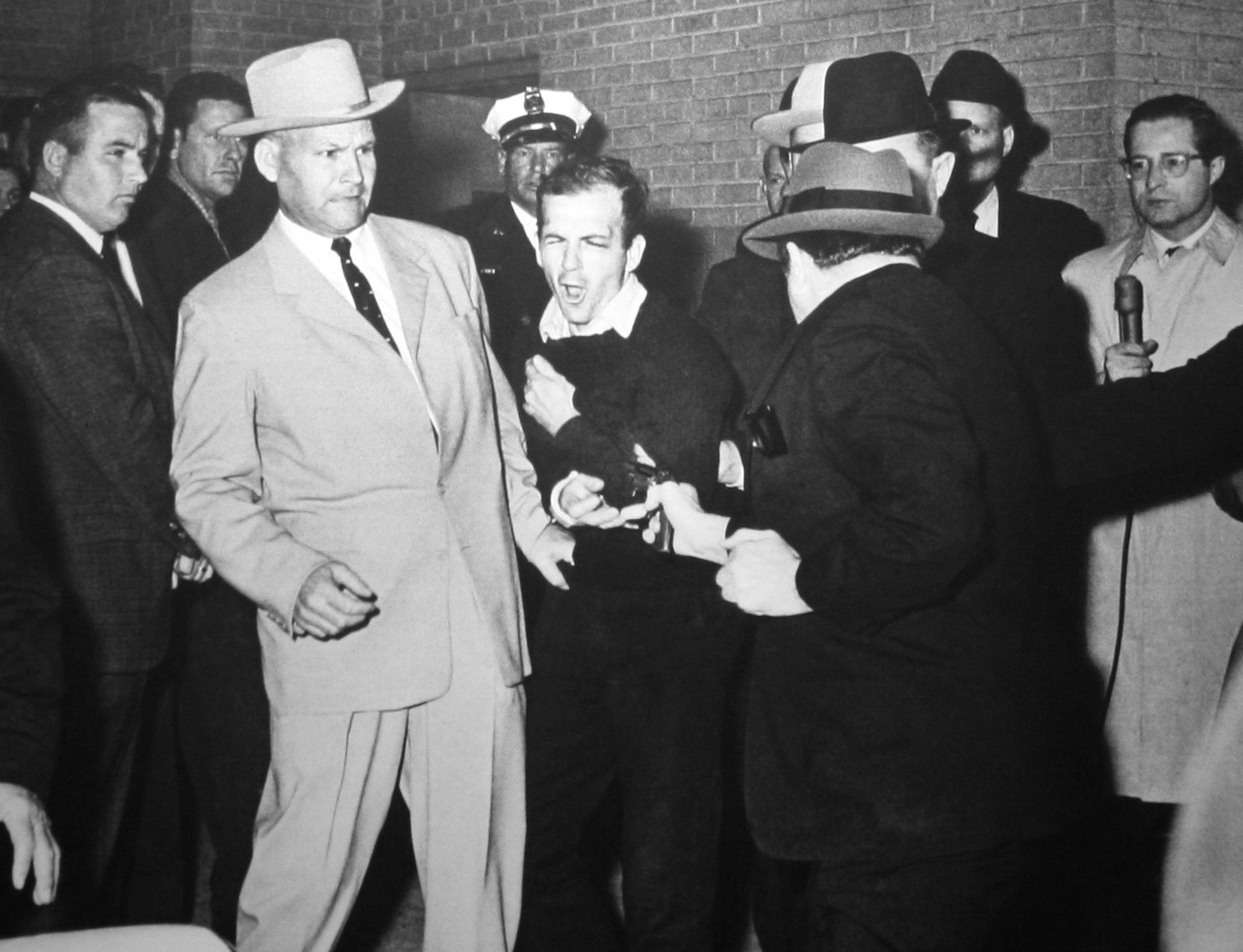
Рубі стріляє в Освальда

## Розслідування вбивства Кеннеді
29 листопада 1963 президент США Ліндон Джонсон підписав розпорядження про заснування Комісії на чолі з Верховним суддею Ерлом Ворреном для розслідування замаху на президента Джона Кеннеді, вчиненого тиждень перед тим. Через десять місяців Комісія Воррена прийшла до висновку, що Лі Гарві Освальд убив Кеннеді сам, без якої б то не було змови: міжнародної чи внутрішньоамериканської, а Джек Рубі, убивця Освальда, ніколи не мав з ним ніяких контактів. У 1978 році, після дорозслідування нових обставин справи, Комісія із замаху Палати представників Конгресу США зробила висновок, що «вбивство Кеннеді могло стати результатом змови» і участі кількох, а не одного, вбивць.

## Цікаві факти
- Одна з фотографій вбивства Освальда отримала Пулітцерівську премію 1964 року.
- 1981 року дружина Освальда Марина зажадала ексгумувати тіло свого чоловіка. Вона вважала, що в труні лежить не її чоловік, а його двійник — радянський агент. Після того, як труну витягнули, експертиза показала, що останки в труні належать Лі Гарві Освальду.
- 16 грудня 2010 року труну Освальда було продано за $87 496 (в аукціонному будинку Nate D. Sanders Auctions).[3]